# Hopman Cup 2004
De Hopman Cup 2004 (met de officiële naam Hyundai Hopman Cup) werd gehouden van zaterdag 3 tot en met zaterdag 10 januari 2004 op een overdekte hardcourtbaan in de Burswood Dome in de Australische stad Perth. Het was de zestiende editie van het tennistoernooi tussen landen die ieder een gemengd koppel afvaardigen. In dit toernooi bestaat een landenontmoeting uit drie partijen (rubbers): in het vrouwenenkelspel, mannenenkelspel en gemengd dubbelspel.
Titelverdediger was het team uit de Verenigde Staten. Zij slaagden erin, hun titel te prolongeren.
In de eindstrijd wonnen de Amerikanen Lindsay Davenport en James Blake van het Slowaakse koppel Daniela Hantuchová / Karol Kučera. Het was de derde titel voor de Verenigde Staten.
|                   |  |             |
| Lindsay Davenport |  | James Blake |

## Deelnemers volgens ranking
| Nr. | Land             | Groep | Team                              | WTA+ATP- rang1 | Resultaat  |
| --- | ---------------- | ----- | --------------------------------- | -------------- | ---------- |
| 1.  | Verenigde Staten | A     | Lindsay Davenport / James Blake   | 5+37=42        | winnaars   |
| 2.  | Australië        | B     | Alicia Molik / Lleyton Hewitt     | 36+17=53       | finale2    |
| 3.  | België           | B     | Kim Clijsters / Xavier Malisse    | 2+55=57        | groepsfase |
| 4.  | Slowakije        | B     | Daniela Hantuchová / Karol Kučera | 19+40=59       | finale2    |
| 5.  | Frankrijk        | A     | Amélie Mauresmo / Fabrice Santoro | 4+62=66        | groepsfase |
| 6.  | Rusland          | A     | Anastasija Myskina / Marat Safin  | 7+77=84        | groepsfase |
| 7.  | Tsjechië         | A     | Barbora Strýcová / Jiří Novák     | 142+13=155     | groepsfase |
| 8.  | Hongarije        | B     | Petra Mandula / Attila Sávolt     | 40+175=215     | groepsfase |
| 9.  | Canada           | B     | Maureen Drake / Frank Dancevic    | 115+201=316    | voorronde  |

1 Rang per 29 december 2003

2 Australië werd eerste in Groep B, maar kon wegens blessure van Alicia Molik niet in de finale spelen. In hun plaats nam Slowakije deel aan de eindstrijd.

## Voorronde
De twee laagstgeplaatste teams speelden om een plek in Groep B. Hongarije won.
| Vlag van Hongarije | Hongarije 2 | Perth, Australië 3 januari 2004 hardcourt (i) | Perth, Australië 3 januari 2004 hardcourt (i) | Perth, Australië 3 januari 2004 hardcourt (i) | Canada 1 | Vlag van Canada |

|   |                                                              |                                                              | 1   | 2   | 3    |  |
| - | ------------------------------------------------------------ | ------------------------------------------------------------ | --- | --- | ---- |  |
| 1 | Petra Mandula Maureen Drake                                  | Petra Mandula Maureen Drake                                  | 6 3 | 6 2 |      |  |
| 2 | Attila Sávolt Frank Dancevic                                 | Attila Sávolt Frank Dancevic                                 | 4 6 | 3 6 |      |  |
| 3 | Petra Mandula / Attila Sávolt Maureen Drake / Frank Dancevic | Petra Mandula / Attila Sávolt Maureen Drake / Frank Dancevic | 3 6 | 6 1 | 7 63 |  |

## Groepsfase

### Groep A

#### Klassement
| Pos. | Land                 | W | V | Rubbers | Sets |
| ---- | -------------------- | - | - | ------- | ---- |
| 1.   | Verenigde Staten (1) | 3 | 0 | 9–0     | 18–2 |
| 2.   | Frankrijk (5)        | 2 | 1 | 4–5     | 9–10 |
| 3.   | Rusland (6)          | 1 | 2 | 3–6     | 8–13 |
| 4.   | Tsjechië (7)         | 0 | 3 | 2–7     | 6–16 |

#### Frankrijk – Rusland
| Vlag van Frankrijk | Frankrijk 2 | Perth, Australië 5 januari 2004 hardcourt (i) | Perth, Australië 5 januari 2004 hardcourt (i) | Perth, Australië 5 januari 2004 hardcourt (i) | Rusland 1 | Vlag van Rusland |

|   |                                                                    |                                                                    | 1   | 2    | 3 |  |
| - | ------------------------------------------------------------------ | ------------------------------------------------------------------ | --- | ---- | - |  |
| 1 | Amélie Mauresmo Anastasija Myskina                                 | Amélie Mauresmo Anastasija Myskina                                 | 6 2 | 7 62 |   |  |
| 2 | Fabrice Santoro Marat Safin                                        | Fabrice Santoro Marat Safin                                        | 3 6 | 3 6  |   |  |
| 3 | Amélie Mauresmo / Fabrice Santoro Anastasija Myskina / Marat Safin | Amélie Mauresmo / Fabrice Santoro Anastasija Myskina / Marat Safin | 6 3 | 6 4  |   |  |

#### Verenigde Staten – Tsjechië
| Vlag van Verenigde Staten | Verenigde Staten 3 | Perth, Australië 5 januari 2004 hardcourt (i) | Perth, Australië 5 januari 2004 hardcourt (i) | Perth, Australië 5 januari 2004 hardcourt (i) | Tsjechië 0 | Vlag van Tsjechië |

|   |                                                               |                                                               | 1   | 2   | 3   |  |
| - | ------------------------------------------------------------- | ------------------------------------------------------------- | --- | --- | --- |  |
| 1 | Lindsay Davenport Barbora Strýcová                            | Lindsay Davenport Barbora Strýcová                            | 6 4 | 6 3 |     |  |
| 2 | James Blake Jiří Novák                                        | James Blake Jiří Novák                                        | 4 6 | 6 1 | 7 5 |  |
| 3 | Lindsay Davenport / James Blake Barbora Strýcová / Jiří Novák | Lindsay Davenport / James Blake Barbora Strýcová / Jiří Novák | 6 3 | 6 2 |     |  |

#### Verenigde Staten – Frankrijk
| Vlag van Verenigde Staten | Verenigde Staten 3 | Perth, Australië 7 januari 2004 hardcourt (i) | Perth, Australië 7 januari 2004 hardcourt (i) | Perth, Australië 7 januari 2004 hardcourt (i) | Frankrijk 0 | Vlag van Frankrijk |

|   |                                                                   |                                                                   | 1   | 2   | 3 |  |
| - | ----------------------------------------------------------------- | ----------------------------------------------------------------- | --- | --- | - |  |
| 1 | Lindsay Davenport Amélie Mauresmo                                 | Lindsay Davenport Amélie Mauresmo                                 | 6 4 | 6 4 |   |  |
| 2 | James Blake Fabrice Santoro                                       | James Blake Fabrice Santoro                                       | 6 3 | 6 4 |   |  |
| 3 | Lindsay Davenport / James Blake Amélie Mauresmo / Fabrice Santoro | Lindsay Davenport / James Blake Amélie Mauresmo / Fabrice Santoro | 7 5 | 6 1 |   |  |

#### Rusland – Tsjechië
| Vlag van Rusland | Rusland 2 | Perth, Australië 7 januari 2004 hardcourt (i) | Perth, Australië 7 januari 2004 hardcourt (i) | Perth, Australië 7 januari 2004 hardcourt (i) | Tsjechië 1 | Vlag van Tsjechië |

|   |                                                                |                                                                | 1    | 2    | 3    |  |
| - | -------------------------------------------------------------- | -------------------------------------------------------------- | ---- | ---- | ---- |  |
| 1 | Anastasija Myskina Barbora Strýcová                            | Anastasija Myskina Barbora Strýcová                            | 6 3  | 7 60 |      |  |
| 2 | Marat Safin Jiří Novák                                         | Marat Safin Jiří Novák                                         | 64 7 | 7 6  | 6 3  |  |
| 3 | Anastasija Myskina / Marat Safin Barbora Strýcová / Jiří Novák | Anastasija Myskina / Marat Safin Barbora Strýcová / Jiří Novák | 6 3  | 61 7 | 69 7 |  |

#### Frankrijk – Tsjechië
| Vlag van Frankrijk | Frankrijk 2 | Perth, Australië 9 januari 2004 hardcourt (i) | Perth, Australië 9 januari 2004 hardcourt (i) | Perth, Australië 9 januari 2004 hardcourt (i) | Tsjechië 1 | Vlag van Tsjechië |

|   |                                                                 |                                                                 | 1   | 2   | 3   |  |
| - | --------------------------------------------------------------- | --------------------------------------------------------------- | --- | --- | --- |  |
| 1 | Amélie Mauresmo Barbora Strýcová                                | Amélie Mauresmo Barbora Strýcová                                | 6 3 | 6 4 |     |  |
| 2 | Fabrice Santoro Jiří Novák                                      | Fabrice Santoro Jiří Novák                                      | 1 6 | 6 4 | 2 6 |  |
| 3 | Amélie Mauresmo / Fabrice Santoro Barbora Strýcová / Jiří Novák | Amélie Mauresmo / Fabrice Santoro Barbora Strýcová / Jiří Novák | 6 3 | 6 4 |     |  |

#### Verenigde Staten – Rusland
| Vlag van Verenigde Staten | Verenigde Staten 3 | Perth, Australië 9 januari 2004 hardcourt (i) | Perth, Australië 9 januari 2004 hardcourt (i) | Perth, Australië 9 januari 2004 hardcourt (i) | Rusland 0 | Vlag van Rusland |

|   |                                                                  |                                                                  | 1    | 2    | 3   |  |
| - | ---------------------------------------------------------------- | ---------------------------------------------------------------- | ---- | ---- | --- |  |
| 1 | Lindsay Davenport Anastasija Myskina                             | Lindsay Davenport Anastasija Myskina                             | 6 4  | 6 4  |     |  |
| 2 | James Blake Marat Safin                                          | James Blake Marat Safin                                          | 64 7 | 7 64 | 6 4 |  |
| 3 | Lindsay Davenport / James Blake Anastasija Myskina / Marat Safin | Lindsay Davenport / James Blake Anastasija Myskina / Marat Safin | 7 5  | 6 4  |     |  |

### Groep B

#### Klassement
| Pos. | Land          | W | V | Rubbers | Sets  |
| ---- | ------------- | - | - | ------- | ----- |
| 1.   | Australië (2) | 2 | 1 | 7–2     | 14–6  |
| 2.   | Slowakije (4) | 2 | 1 | 4–5     | 9–11  |
| 3.   | Hongarije (8) | 2 | 2 | 6–6     | 13–16 |
| 4.   | België (3)    | 1 | 1 | 3–3     | 8–6   |
| †    | Canada (9)    | 0 | 2 | 1–5     | 5–10  |

† Canada verving België in de laatste ontmoeting met Hongarije

#### Australië – Hongarije
| Vlag van Australië | Australië 3 | Perth, Australië 4 januari 2004 hardcourt (i) | Perth, Australië 4 januari 2004 hardcourt (i) | Perth, Australië 4 januari 2004 hardcourt (i) | Hongarije 0 | Vlag van Hongarije |

|   |                                                             |                                                             | 1    | 2    | 3   |  |
| - | ----------------------------------------------------------- | ----------------------------------------------------------- | ---- | ---- | --- |  |
| 1 | Alicia Molik Petra Mandula                                  | Alicia Molik Petra Mandula                                  | 4 6  | 7 65 | 6 2 |  |
| 2 | Lleyton Hewitt Attila Sávolt                                | Lleyton Hewitt Attila Sávolt                                | 6 2  | 6 2  |     |  |
| 3 | Alicia Molik / Lleyton Hewitt Petra Mandula / Attila Sávolt | Alicia Molik / Lleyton Hewitt Petra Mandula / Attila Sávolt | 7 65 | 6 1  |     |  |

#### België – Slowakije
| Vlag van België | België 3 | Perth, Australië 4 januari 2004 hardcourt (i) | Perth, Australië 4 januari 2004 hardcourt (i) | Perth, Australië 4 januari 2004 hardcourt (i) | Slowakije 0 | Vlag van Slowakije |

|   |                                                                  |                                                                  | 1   | 2   | 3   |  |
| - | ---------------------------------------------------------------- | ---------------------------------------------------------------- | --- | --- | --- |  |
| 1 | Kim Clijsters Daniela Hantuchová                                 | Kim Clijsters Daniela Hantuchová                                 | 6 1 | 6 2 |     |  |
| 2 | Xavier Malisse Karol Kučera                                      | Xavier Malisse Karol Kučera                                      | 6 2 | 1 6 | 6 1 |  |
| 3 | Kim Clijsters / Xavier Malisse Daniela Hantuchová / Karol Kučera | Kim Clijsters / Xavier Malisse Daniela Hantuchová / Karol Kučera | 6 2 | 6 4 |     |  |

#### Slowakije – Hongarije
| Vlag van Slowakije | Slowakije 2 | Perth, Australië 6 januari 2004 hardcourt (i) | Perth, Australië 6 januari 2004 hardcourt (i) | Perth, Australië 6 januari 2004 hardcourt (i) | Hongarije 1 | Vlag van Hongarije |

|   |                                                                 |                                                                 | 1   | 2   | 3   |  |
| - | --------------------------------------------------------------- | --------------------------------------------------------------- | --- | --- | --- |  |
| 1 | Daniela Hantuchová Petra Mandula                                | Daniela Hantuchová Petra Mandula                                | 0 6 | 7 6 | 5 7 |  |
| 2 | Karol Kučera Attila Sávolt                                      | Karol Kučera Attila Sávolt                                      | 6 3 | 7 5 |     |  |
| 3 | Daniela Hantuchová / Karol Kučera Petra Mandula / Attila Sávolt | Daniela Hantuchová / Karol Kučera Petra Mandula / Attila Sávolt | 6 3 | 6 1 |     |  |

#### Australië – België
| Vlag van Australië | Australië 3 | Perth, Australië 6 januari 2004 hardcourt (i) | Perth, Australië 6 januari 2004 hardcourt (i) | Perth, Australië 6 januari 2004 hardcourt (i) | België 0 | Vlag van België |

|   |                                                              |                                                              | 1   | 2   | 3   |           |
| - | ------------------------------------------------------------ | ------------------------------------------------------------ | --- | --- | --- | --------- |
| 1 | Alicia Molik Kim Clijsters                                   | Alicia Molik Kim Clijsters                                   | 3 6 | 7 6 | 2 3 | opgave    |
| 2 | Lleyton Hewitt Xavier Malisse                                | Lleyton Hewitt Xavier Malisse                                | 3 6 | 6 1 | 6 2 |           |
| 3 | Alicia Molik / Lleyton Hewitt Kim Clijsters / Xavier Malisse | Alicia Molik / Lleyton Hewitt Kim Clijsters / Xavier Malisse | 6 0 | 6 0 |     | walk-over |

#### Hongarije – Canada
Eigenlijk had België in het strijdperk moeten treden tegen Hongarije, maar wegens blessure van Kim Clijsters was dit niet mogelijk. Reserveland Canada vulde de open plaats op, en moest het daardoor ten tweeden male tegen Hongarije opnemen.
| Vlag van Hongarije | Hongarije 3 | Perth, Australië 8 januari 2004 hardcourt (i) | Perth, Australië 8 januari 2004 hardcourt (i) | Perth, Australië 8 januari 2004 hardcourt (i) | Canada 0 | Vlag van Canada |

|   |                                                              |                                                              | 1    | 2   | 3   |           |
| - | ------------------------------------------------------------ | ------------------------------------------------------------ | ---- | --- | --- | --------- |
| 1 | Petra Mandula Maureen Drake                                  | Petra Mandula Maureen Drake                                  | 62 7 | 6 4 | 6 3 |           |
| 2 | Attila Sávolt Frank Dancevic                                 | Attila Sávolt Frank Dancevic                                 | 4 6  | 7 5 | 7 6 |           |
| 3 | Petra Mandula / Attila Sávolt Maureen Drake / Frank Dancevic | Petra Mandula / Attila Sávolt Maureen Drake / Frank Dancevic | 6 0  | 6 0 |     | walk-over |

#### Slowakije – Australië
| Vlag van Slowakije | Slowakije 2 | Perth, Australië 8 januari 2004 hardcourt (i) | Perth, Australië 8 januari 2004 hardcourt (i) | Perth, Australië 8 januari 2004 hardcourt (i) | Australië 1 | Vlag van Australië |

|   |                                                                 |                                                                 | 1   | 2    | 3   |           |
| - | --------------------------------------------------------------- | --------------------------------------------------------------- | --- | ---- | --- | --------- |
| 1 | Daniela Hantuchová Alicia Molik                                 | Daniela Hantuchová Alicia Molik                                 | 3 6 | 0 3  |     | opgave    |
| 2 | Karol Kučera Lleyton Hewitt                                     | Karol Kučera Lleyton Hewitt                                     | 2 6 | 7 68 | 3 6 |           |
| 3 | Daniela Hantuchová / Karol Kučera Alicia Molik / Lleyton Hewitt | Daniela Hantuchová / Karol Kučera Alicia Molik / Lleyton Hewitt | 6 0 | 6 0  |     | walk-over |

## Finale

#### Verenigde Staten – Slowakije
| Vlag van Verenigde Staten | Verenigde Staten 2 | Perth, Australië 10 januari 2004 hardcourt (i) | Perth, Australië 10 januari 2004 hardcourt (i) | Perth, Australië 10 januari 2004 hardcourt (i) | Slowakije 1 | Vlag van Slowakije |

|   |                                                                   |                                                                   | 1   | 2   | 3    |  |
| - | ----------------------------------------------------------------- | ----------------------------------------------------------------- | --- | --- | ---- |  |
| 1 | Lindsay Davenport Daniela Hantuchová                              | Lindsay Davenport Daniela Hantuchová                              | 6 3 | 6 1 |      |  |
| 2 | James Blake Karol Kučera                                          | James Blake Karol Kučera                                          | 6 4 | 4 6 | 65 7 |  |
| 3 | Lindsay Davenport / James Blake Daniela Hantuchová / Karol Kučera | Lindsay Davenport / James Blake Daniela Hantuchová / Karol Kučera | 6 2 | 6 3 |      |  |